# Вус Вадим Михайлович
Вади́м Миха́йлович Ву́с (нар. 22 березня 1973) — український футболіст, нападник, що відомий насамперед завдяки виступам у складі київського ЦСКА, «Оболоні-ППО» та низки інших українських клубів.

## Життєпис
Професійну кар'єру Вадим Вус розпочав у клубі перехідної ліги «Явір» з Краснопілля. Згодом виступав за «Антрацит» з Кіровського, що тимчасово змінив свою назву на «Гірник», та бородянський «Гарт». У 1994 році перейшов до лав київського ЦСКА, у складі якого став переможцем третьої та другої український ліг та одним з найкращих бомбардирів третьої ліги сезону 1994/95. Цікаво, що ще у «Антрациті» разом з Вадимом грали Павло Блажаєв та Едуард Цихмейструк, які згодом також опинилися у армійському клубі Києва.
Після перейменування вищолігового «ЦСКА-Борисфен» у ЦСКА, а ЦСКА у ЦСКА-2 напередодні сезону 1996/97, Вус отримав змогу дебютувати у найвищому дивізіоні українського футболу, однак на фоні інших футболістів нічим не виділявся і за півроку залишив команду, перейшовши до лав київської «Оболоні-ППО». Втім, наступний сезон Вадим розпочав вже у складі «Авангарда-Індустрії» з Ровеньків, а у зимове міжсезоння вирушив до Молдови, де захищав кольори «Ністру» (Атаки).
Після молдовського вояжу Вус припинив активні виступи на футбольному полі та повернувся до Києва, де зіграв у складі футзального клубу «Уніспорт-Будстар» у матчі розіграшу Кубка України з футзалу. Цей досвід виявився для Вадима не новим, адже 1994 року він вже пробував себе у футзалі, захищаючи кольори київського «СКІФ-Слід».

## Досягнення
- Переможець другої ліги чемпіонату України (1): 1995/96
- Переможець третьої ліги чемпіонату України (1): 1994/95
- Бронзовий призер перехідної ліги чемпіонату України (2): 1992, 1992/93